# Ahlafors Bryggerier
Ahlafors Bryggerier (Ahlafors brouwerij) is een Zweedse microbrouwerij te Ale, Västra Götalands län.

## Geschiedenis
De brouwerij werd opgestart in juni 1996 in de verlaten gebouwen van de voormalige textielfabriek Ahlafors spinneri in Ale, nabij Göteborg. De brouwinstallatie werd tweedehands overgekocht van de Källefalls bryggeri. In 2001 werd een aangepaste bottelarij geplaatst zodat op aanvraag van derden in kleine hoeveelheden kan gebrouwen en gebotteld worden. De bieren worden op ambachtelijke wijze gebrouwen volgens het Duitse Reinheitsgebot. Behalve een aantal bieren worden er ook twee ciders geproduceerd.
De bieren van de brouwerij worden verkocht via de Systembolaget en in de lokale restaurants.

## Producten

### Bier
- Ahlafors Ljusa 5.0
- Ahlafors Mörka 5.0
- Ahle Julöl 4.5, kerstbier
- Ahle Påsköl 6.0, paasbier
- Ahle Slåtteröl 5.0
- Ahle Sommar Spetz 5.0
- Ahle Ale Jubileum 4.5, in 2006 naar aanleiding van het tienjarig bestaan
- Kungälvs Julöl 5.0, kerstbier
- Kungälvs lager 5.0

### Cider
- Ahlafors Päroncider 4.5
- Ahlafors Flädercider 4.5